# Vietteia terstrigella
Vietteia terstrigella är en fjärilsart som beskrevs av Pierre Chrétien 1877. Vietteia terstrigella ingår i släktet Vietteia och familjen mott. Inga underarter finns listade i Catalogue of Life.